# SN 2002bz
SN 2002bz – supernowa typu Ia odkryta 3 kwietnia 2002 roku w galaktyce M+05-34-33. W momencie odkrycia miała maksymalną jasność 16,90m.